# Halofítiques del Zambezi
L'ecoregió de les Halòfites del Zambezi conté una sèrie de saladars anomenats Saladars de Makgadikgadi (anglès, Makgadikgadi Pan). Es localitzen a la sabana seca del nord-est de Botswana, al sud d'Àfrica. Són les restes geològiques de l'enorme llac Makgadikgadi. En el passat, aquest va cobrir una àrea més gran que Suïssa, però que es va assecar fa milers d'anys. Actualment la conca del Makgadikgadi forma part de la gran conca del Kalahari, depressió que ocupa pràcticament la totalitat de l'estat de Botswana. Concretament és al nord-est de la conca.

## Localització i descripció
Fita a sud-oest amb el delta de l'Okavango i envoltat pel desert de Kalahari, Makgadikgadi no és, tècnicament, un únic salar, sinó moltes conques amb sorra del desert al mig, sent els majors Sua (Sowa), Ntwetwe i Nxai.
La principal font d'aigua és el riu Nata, anomenat a Zimbabwe Amanzanyama, on neix a Sandown, a uns 60 km de Bulawayo. Des del delta de l'Okavango, a través del riu Boteti, també els arriba una quantitat d'aigua menor.
Aquests salers cobreixen 16.000 km² a la conca del Kalahari i formen el jaç de l'antic llac Makgadikgadi, que es va evaporar fa molts mil·lennis. Les excavacions arqueològiques a Makgadikgadi han revelat la presència de l'home prehistòric, manifestada amb abundants troballes d'eines de pedra; algunes d'aquestes eines han estat datades en temps molt antics, abans de l'era de l'Homo sapiens. Els pastors conduïen els seus ramats aquí quan abans l'aigua era molt més abundant, a l'Holocè.
El lloc més baix de la conca és el llac salat Sua amb una asnm de 890 m.

## Geologia
A mesura que l'ancestral llac Makgadikgadi es va reduir anar deixant costes relictes, que són més evidents a la part sud-oest de la conca, i es van anar formant nombrosos petits llacs amb costes cada vegada més petites. Les costes relictes a les elevacions de 944,8 m i 919,8 m es poden veure fàcilment a la majoria de la serralada Gidikwe, a l'oest del riu Boteti.
Els processos geològics que estan darrere de la formació de la conca no són ben entesos. Es conjectura que hi va haver una lleu curvatura cap a baix de l'escorça, amb acompanyaments tectònics suaus i falles associades; però, no ha estat identificada cap falla de vora de placa important. L'eix principal del desenvolupament de fossa tectònica va del nord-est /sud-oest.
L'illa Kubu i l'illa Kukome són illes de roca ígnia al salar de Sua. L'illa Kubu es troba al quadrant sud-oest de Sua i té una sèrie de baobabs. Està protegida com a monument nacional.

## Flora
Els llacs salats mateixos són deserts salats, en els quals les úniques plantes que hi viuen són una fina capa de cianobacteris. No obstant això, al marge de la depressió hi ha maresmes i més lluny un cercle de pastures i sabanes arbustives. Els prominents baobab trobats a l'àrea funcionen com a punts de referència locals. Un d'ells, nomenat en honor de James Chapman, va servir com una oficina de correus no oficial per als exploradors del segle xix.

## Fauna
Molt poca fauna pot existir en aquests salers durant la dura temporada seca de forts vents càlids i amb només aigua salada, però després d'una pluja la conca esdevé un hàbitat important per a la migració d'animals, inclosos els nyus i una de les poblacions de zebres més gran d'Àfrica, amb els grans depredadors que s'aprofiten d'ells.
La temporada de pluges també porta aus migratòries, com ànecs, oques i grans pelicans blancs. El salar és llar de l'única població reproductora de flamencs majors al sud d'Àfrica. Les úniques aus que romanen aquí a l'estació seca són els estruços, els Charadrius pallidus i el corriol de Kittlitz (Charadrius pecuarius).
Les pastures a la perifèria de la conca són la llar de rèptils com tortugues, varans de l'estepa (Varanus albigularis), serps i llangardaixos, com l'endèmic agama espinós de Makgadikgadi (Agama hispida makgadikgadiensis).

## Amenaces i conservació
Els saladars són molt inhòspits i la intervenció humana ha estat mínima, de manera que romanen bastant inalterades, tot i que la terra al voltant de les olles s'utilitza per al pasturatge i algunes àrees han estat tancades per prevenir la migració de la fauna salvatge. El 1991, es van iniciar al llac Sua modernes operacions comercials per extreure la sal i el carbonat de sodi, i també hi ha plans per desviar aigua del riu Nata per al reg, cosa que podria causar greus danys a l'ecosistema salí. Una altra amenaça és l'ús de quads i vehicles tot terreny pels turistes, que pertorben les colònies de cria dels flamencs. La caça il·legal als parcs nacionals és un problema persistent.
Hi ha algunes àrees protegides dins dels parcs nacionals dels saladars de Makgadikgadi i Nxai. La reserva Makgadikgadi Pans (Makgadikgadi Pans Game Reserve) és l'escenari de grans migracions de zebres i nyus des del riu Boteti a través del salar Ntwetwe, mentre que el Santuari de nata en el Saler de Sua és un lloc per veure aus i antílops. En el Saladar Nxai encara es poden veure els baobabs pintats per l'artista britànic del segle xix Thomas Baines. La zona pot ser visitada des de les ciutats de Nata i Maun o des de la ciutat de Gweta.

### Cultura audiovisual. Top Gear.
Els presentadors de la sèrie britànica de televisió Top Gear, Jeremy Clarkson, Richard Hammond i James May, en un episodi de 2007, travessaren per primer cop els saladars de Makgadikgadi en dues etapes.Top Gear: Botswana Special